# Joc de miralls
El joc de miralls és la combinació de miralls interns a la càmera rèflex, el qual la caracteritza i li dona el seu nom.
Aquest usa un funcionament en què la imatge queda reflectida per a enviar-la al visor i evitar l'error de paralatge, aquell que fa que la imatge final no es correspongui amb la vista des del visor.

## Parts
Aquesta combinació es regeix per dos elements principals: el mirall principal i el pentaprisma.

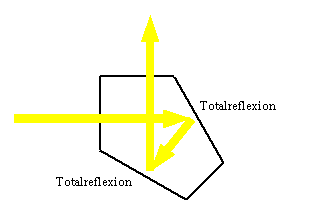
Pentaprisma

### Mirall principal
Se situa davant del sensor i és l'encarregat de desviar la llum cap a la pantalla d'enfoc i el pentaprisma. A més a més, té una forma plana que s'inclina en una direcció de 45 graus gràcies a un seguit de mecanismes.

### Pentaprisma
Redirecciona de nou la imatge al visor creant un gir de 90 graus. Té una forma poligonal en 3D de cinc costats, com indica el nom.

## Funcionament

Interior d'una càmera rèflex i la seva direccionalitat de la llum amb el joc de miralls. (1)Llum (4)Miralls

Com que en un inici la llum entra per l'objectiu, la imatge es troba realment invertida, tant verticalment com horitzontalment, és necessari recol·locar-la per a una imatge coherent des del visor i evitar l'error de paralatge.
Després que la llum traspassi les lents de l'objectiu i abans que arribi de manera invertida al sensor, el mirall principal es desvia cap amunt en un angle de 45 graus derivant la llum a la pantalla d'enfoc i al pentaprisma. Així doncs, a l'hora de disparar, aquest cristall gira en horitzontal per recol·locar la llum en vertical deixant-la passar directament cap al pentaprisma.
Tot seguit, el pentaprisma redirecciona de nou la llum cap al visor fent-la passar per un viatge de 90 graus i posicionar-laen horitzontl capel visor. D'aquesta manera, la forma del cristall crea un rebot que dirigeix la imatge a l'ull humà.